# Cousset
Cousset est une localité suisse du canton de Fribourg, située dans le district de la Broye.

## Histoire
En 2000, l'ancienne commune de Montagny-les-Monts dont faisait partie Cousset a fusionné avec Montagny-la-Ville pour former la commune de Montagny. Mannens-Grandsivaz les a rejoints en 2004.

## Monument
La localité compte sur son territoire une église, classée comme bien culturel d'importance nationale.